# 김포군·강화군 (1963년 선거구)
김포군·강화군은 대한민국의 옛 국회의원 선거구이다. 당시 경기도 김포군과 강화군 일대를 관할했다.

## 역사
제6대 국회의원 선거를 앞두고 김포군 선거구와 강화군 선거구가 통합되면서 신설되었다.
제9대 국회의원 선거를 앞두고 고양군 선거구와 통합되면서 고양군·김포군·강화군 선거구를 이루게 되며 폐지되었다.

## 역대 국회의원
| 선거   | 정당 | 정당       | 의원   |
| ------ | ---- | ---------- | ------ |
| 1963년 |      | 민주공화당 | 이돈해 |
| 1967년 |      | 민주공화당 | 김재소 |
| 1971년 |      | 민중당     | 김재춘 |

## 역대 선거 결과

### 대한민국 제6대 국회의원 선거
|  | 38.08% |

|  | 18.56% |

|  | 15.53% |

|  | 11.29% |

|  | 9.44% |

|  | 4.34% |

|  | 2.73% |

### 대한민국 제7대 국회의원 선거
|  | 62.03% |

|  | 28.02% |

|  | 6.42% |

|  | 2.06% |

|  | 0.83% |

|  | 0.61% |

### 대한민국 제8대 국회의원 선거
|  | 45.01% |

|  | 27.66% |

|  | 21.32% |

|  | 4.08% |

|  | 1.24% |

|  | 0.66% |